# Draft 1979 de la NFL
1978 1980
La draft 1979 de la NFL est la 44e draft de la National Football League, permettant aux franchises de football américain de sélectionner des joueurs universitaires éligibles pour jouer professionnels. Elle a lieu les 3 et 4 mai 1979, au Waldorf-Astoria de New York,.
Avec le premier choix de sélection, les Bills de Buffalo sélectionnent le linebacker Tom Cousineau. Les Bills ont acquis le choix de sélection dans l'échange avec les 49ers de San Francisco pour O.J. Simpson.

## Draft
La Draft se compose de 12 tours, qui permettent 28 choix chacun (soit un par équipe en principe). L'ordre des franchises est normalement décidé pour chaque tour par leurs résultats au cours de la saison précédente : plus une équipe réussit sa saison, plus son choix de draft sera tardif, et inversement. Par exemple, les 49ers de San Francisco, avec le pire bilan de la saison 1978, avec 2 victoire contre 14 défaites, obtiennent le premier choix de draft et le premier choix de chaque tour. À l'inverse les Steelers de Pittsburgh, vainqueurs du Super Bowl XIII et donc champions en titre, obtiennent le dernier choix de chaque tour.
Les choix de draft peuvent aussi être échangés entre les équipes, contre d'autres choix de draft ou même des joueurs, ce qui explique que certaines franchises aient plusieurs choix ou même aucun durant un tour.

Les franchises peuvent enfin recevoir des choix de compensations en fin de tour, qui permettent à des équipes ayant perdu plus de joueurs qu'ils ne pouvaient en acquérir à l'inter-saison d'effectuer une sélection supplémentaire.Légende :
- ° : Intronisé au Pro Football Hall of Fame
- † : Joueur sélectionné pour le Pro Bowl

### 1ertour
Les joueurs choisis au premier tour :
| Choix | Équipe                             | Joueur              | Position         | Université                       | Notes               |
| ----- | ---------------------------------- | ------------------- | ---------------- | -------------------------------- | ------------------- |
| 1     | Bills de Buffalo                   | Tom Cousineau       | Linebacker       | Buckeyes d'Ohio State            | 49ers → Bills,      |
| 2     | Chiefs de Kansas City              | Mike Bell           | Defensive end    | Rams de Colorado State           |                     |
| 3     | Bengals de Cincinnati              | Jack Thompson       | Quarterback      | Cougars de Washington State      |                     |
| 4     | Bears de Chicago                   | Dan Hampton °       | Defensive tackle | Razorbacks de l'Arkansas         | Buccaneers → Bears, |
| 5     | Bills de Buffalo                   | Jerry Butler †      | Wide receiver    | Tigers de Clemson                |                     |
| 6     | Colts de Baltimore                 | Barry Krauss        | Linebacker       | Crimson Tide de l'Alabama        |                     |
| 7     | Giants de New York                 | Phil Simms          | Quarterback      | Eagles de Morehead State (en)    |                     |
| 8     | Cardinals de Saint-Louis           | Ottis Anderson †    | Running back     | Hurricanes de Miami              |                     |
| 9     | Bears de Chicago                   | Al Harris           | Defensive end    | Sun Devils d'Arizona State       |                     |
| 10    | Lions de Détroit                   | Keith Dorney †      | Offensive tackle | Nittany Lions de Penn State      |                     |
| 11    | Saints de La Nouvelle-Orléans      | Russell Erxleben    | Kicker/Punter    | Longhorns du Texas               |                     |
| 12    | Bengals de Cincinnati              | Charles Alexander   | Running back     | Tigers de LSU                    | Redskins → Bengals, |
| 13    | Chargers de San Diego              | Kellen Winslow °    | Tight end        | Tigers du Missouri               | Browns → Chargers,  |
| 14    | Jets de New York                   | Marty Lyons         | Defensive end    | Crimson Tide de l'Alabama        |                     |
| 15    | Packers de Green Bay               | Eddie Lee Ivery     | Running back     | Yellow Jackets de Georgia Tech   |                     |
| 16    | Vikings du Minnesota               | Ted Brown           | Running back     | Wolfpack de North Carolina State |                     |
| 17    | Falcons d'Atlanta                  | Don Smith           | Defensive end    | Hurricanes de Miami              |                     |
| 18    | Seahawks de Seattle                | Manu Tuiasosopo     | Defensive tackle | Bruins d'UCLA                    |                     |
| 19    | Rams de Los Angeles                | George Andrews      | Linebacker       | Cornhuskers du Nebraska          | Raiders → Rams,     |
| 20    | Browns de Cleveland                | Willis Adams (en)   | Wide receiver    | Cougars de Houston               | Chargers → Browns   |
| 21    | Eagles de Philadelphie             | Jerry Robinson †    | Linebacker       | Bruins d'UCLA                    |                     |
| 22    | Broncos de Denver                  | Kelvin Clark (en)   | Offensive tackle | Cornhuskers du Nebraska          |                     |
| 23    | Chiefs de Kansas City              | Steve Fuller (en)   | Quarterback      | Tigers de Clemson                | Oilers → Chiefs,    |
| 24    | Dolphins de Miami                  | Jon Giesler (en)    | Offensive tackle | Wolverines du Michigan           |                     |
| 25    | Patriots de la Nouvelle-Angleterre | Rick Sanford (en)   | Defensive back   | Gamecocks de la Caroline du Sud  |                     |
| 26    | Rams de Los Angeles                | Kent Hill (en) †    | Offensive tackle | Yellow Jackets de Georgia Tech   |                     |
| 27    | Cowboys de Dallas                  | Robert Shaw (en)    | Centre           | Volunteers du Tennessee          |                     |
| 28    | Steelers de Pittsburgh             | Greg Hawthorne (en) | Running back     | Bears de Baylor                  |                     |

#### Échanges1ertour
1. ↑    1. 1 Buffalo envoie O.J. Simpson à San Francisco pour des choix de deuxième et troisième tours de la draft 1978 (38e et 65e), des choix de premier et quatrième tours de la draft 1979 (1er et 83e) et un choix de deuxième tour de la draft 1980 (29e).
2. ↑    1. 4 Chicago envoie Wally Chambers (en) à Tampa Bay pour un choix de premier tour (4e) et un joueur à désigner plus tard.
3. ↑    1. 12 Cincinnati envoie Lemar Parrish (en) et Coy Bacon (en) à Washington pour un choix de premier tour (12e).
4. ↑    1. 13 San Diego échange des choix de premier et deuxième tours (20e et 47e) avec Cleveland pour un choix de premier tour (13e).
5. ↑    1. 19 Les Rams envoient Monte Jackson aux Raiders pour un choix de premier tour de la draft 1979 (19e), un choix de troisième tour de la draft 1980 (70e) et un choix de deuxième tour de la draft 1981 (56e).
6. ↑    1. 20 voir #13 Browns → Chargers
7. ↑    1. 23 Kansas City échange des choix de deuxième tour des drafts 1979 (31e) et 1980 (38e) avec Houston pour un choix de premier tour en 1979 (23e).

### Joueurs notables sélectionnés dans les tours suivants
| Choix | Équipe                             | Joueur                 | Position         | Université                       | Notes                       |
| ----- | ---------------------------------- | ---------------------- | ---------------- | -------------------------------- | --------------------------- |
| 30    | Bengals de Cincinnati              | Dan Ross (en) †        | Tight end        | Huskies de Northeastern          |                             |
| 32    | Bills de Buffalo                   | Fred Smerlas (en) †    | Defensive tackle | Eagles de Boston College         |                             |
| 41    | Jets de New York                   | Mark Gastineau †       | Defensive end    | Tigers d'East Central (en)       |                             |
| 52    | Patriots de la Nouvelle-Angleterre | Bob Golic †            | Defensive tackle | Fighting Irish de Notre-Dame     |                             |
| 72    | Oilers de Houston                  | Kenny King (en) †      | Running back     | Sooners de l'Oklahoma            | Raiders → Cotls, → Oilers,  |
| 74    | Eagles de Philadelphie             | Tony Franklin (en) †   | Kicker           | Aggies de Texas A&M              |                             |
| 76    | Cowboys de Dallas                  | Doug Cosbie (en) †     | Tight end        | Broncos de Santa Clara           | Seahawks → Cowboys,         |
| 79    | Falcons d'Atlanta                  | William Andrews (en) † | Running back     | Tigers d'Auburn                  | Dolphins → Falcons,         |
| 82    | 49ers de San Francisco             | Joe Montana °          | Quarterback      | Fighting Irish de Notre-Dame     | Cowboys → Seahawks → 49ers, |
| 89    | Cardinals de Saint-Louis           | Roy Green (en) †       | Defensive back † | Reddies de Henderson State (en)  |                             |
| 152   | Vikings du Minnesota               | Joe Senser (en) †      | Tight end        | Golden Rams de West Chester (en) |                             |
| 168   | Bengals de Cincinnati              | Max Montoya (en) †     | Offensive tackle | Bruins d'UCLA                    |                             |
| 183   | Browns de Cleveland                | Cody Risien (en) †     | Offensive tackle | Aggies de Texas A&M              | Raiders → Browns,           |
| 188   | Broncos de Denver                  | Luke Prestridge (en) † | Punter           | Bears de Baylor                  |                             |
| 249   | 49ers de San Francisco             | Dwight Clark †         | Wide receiver    | Tigers de Clemson                |                             |
| 307   | Buccaneers de Tampa Bay            | Dave Logan (en) †      | Defensive tackle | Panthers de Pittsburgh           |                             |
| 328   | Rams de Los Angeles                | Drew Hill (en) †       | Wide receiver    | Yellow Jackets de Georgia Tech   |                             |
| ND    | Broncos de Denver                  | Steve Watson †         | Wide receiver    | Owls de Temple                   |                             |

#### Échanges tours suivants
1. ↑    1. 72 Baltimore envoie Raymond Chester (en) et un choix de deuxième tour (33e) à Oakland pour Mike Siani (en) et un choix de troisième tour (72e).
2. ↑    1. 72 Houston échange un choix de troisième tour (69e) avec Baltimore pour des choix de troisième et septième tours (72e et 171e).
3. ↑    1. 76 Dallas envoie Bill Gregory (en) et un choix de troisième tour (82e) à Seattle pour des choix de troisième et sixième tours (76e et155e).
4. ↑    1. 79 Atlanta envoie Ralph Ortega à Miami pour un choix de troisième tour (79e).
5. ↑    1. 82 voir #76 Seahawks → Cowboys
6. ↑    1. 82 San Francisco échange un choix de troisième tour (57e) avec Seattle pour Bob Jury (en) et un choix de troisième tour (82e).
7. ↑    1. 183 Cleveland échange des choix de septième et douzième tours (175e et 316e) avec Oakland pour des choix de septième et neuvième tours (183e et 241e).

### Draft supplémentaire
Une draft supplémentaire est organisée avant le début de la saison régulière. Pour chaque joueur sélectionné dans la draft supplémentaire, l’équipe perd son choix lors de ce tour dans la draft de la saison suivante. Les Bills décident de faire un choix de sixième tour.
| Tour | Équipe           | Joueur      | Position     | Université           | Note |
| ---- | ---------------- | ----------- | ------------ | -------------------- | ---- |
| 6    | Bills de Buffalo | Rod Stewart | Running back | Wildcats du Kentucky | ,    |